# تپه کهنه بادمچین۲
تپه کهنه بادمچین۲ مربوط به دوران‌های تاریخی پس از اسلام است و در شهرستان قزوین، بخش مرکزی، روستای بادمچین واقع شده و این اثر در تاریخ ۲۵ اسفند ۱۳۸۰ با شمارهٔ ثبت ۵۵۵۵ به‌عنوان یکی از آثار ملی ایران به ثبت رسیده است.